# اس‌ام یوبی-۱۲۹
اس‌ام یوبی-۱۲۹ (به انگلیسی: SM UB-129) یک زیردریایی بود که طول آن ۵۵٫۸۵ متر (۱۸۳٫۲ فوت) بود. این زیردریایی در سال ۱۹۱۸ ساخته شد.